# Jennifer Gadirova
Jennifer Gadirova est une gymnaste artistique britannique, née le 3 octobre 2004, à Dublin.
Elle représente la Grande-Bretagne aux Jeux olympiques d'été de 2020, lors desquels elle remporte la médaille de bronze au concours général de gymnastique par équipes.

## Biographie
Jennifer Gadirova naît le 3 octobre 2004, à Dublin, en Irlande.
Son père, Natig Gadirov, et sa mère sont originaires d'Azerbaïdjan. À la naissance de Jennifer et de sa sœur jumelle, Jessica Gadirova, ses parents travaillent pour quelques mois dans cette ville, ce qui permet aux deux sœurs d'obtenir les nationalités britannique et irlandaise,. Ses grands-parents vivent à Bakou ; sa grand-mère est une pédiatre retraitée et son grand-père un professeur de physique et mathématiques.
Jennifer et Jessica Gadirova débutent la gymnastique artistique à l'âge de six ans, sous l'impulsion de leur mère qui cherche un exutoire à leur énergie.
Jennifer Gadirova mesure 1,53 m.

## Carrière sportive

### Espoir

#### 2016
En mars 2016, Jennifer Gadirova participe aux Championnats britanniques de gymnastique (British Championships), où elle se classe première à l'exercice au sol, remportant le trophée artistique Christine Bowker, et quatrième au concours général.

### Junior

#### 2018
En février 2018, Jennifer Gadirova participe aux Championnats d'Angleterre de gymnastique (English Championships), où elle obtient la douzième place du classement. Le mois suivant, elle participe aux Championnats britanniques de gymnastique (British Championships), où elle se classe cinquième à l'exercice au sol, sixième au saut et dix-neuvième au concours général. Elle termine la saison en participant aux Championnats d'équipe britanniques (British Team Championships), où elle obtient la troisième place du concours général junior sans équipe.

#### 2019
En mars 2019, Jennifer Gadirova participe aux Championnats d'Angleterre de gymnastique artistique (English Championships), où elle se classe troisième, derrière Ondine Achampong (en) et Halle Hilton. Quelques jours plus tard, elle participe aux Championnats britanniques de gymnastique (British Championships), où elle se classe cinquième au concours général et remporte l'or aux exercices au sol, l'argent au saut, derrière Annie Young, et le bronze aux barres asymétriques, derrière Ondine Achampong et Annie Young.
En juin 2019, Jennifer Gadirova participe à la première édition des Championnats du monde junior de gymnastique artistique de 2019 (en)
Championnats du monde juniors de gymnastique artistique, à Győr, en Hongrie, aux côtés de sa sœur Jessica Gadirova et d'Alia Leat. Lors de la finale par équipe, elles terminent à la sixième place. Individuellement, Jennifer Gadirova termine à la septième place du concours général. Lors des finales des épreuves, elle remporte l'argent au saut, grâce à un score de 14.133, derrière l'Américaine Kayla DiCello, termine quatrième aux exercices au sol (13.266) et sixième à la poutre (13.133). Jennifer Gadirova est la première gymnaste britannique à remporter une médaille aux Championnats du monde juniors de gymnastique artistique.
En juillet 2019, Jennifer Gadirova participe à la «Sainté Gym Cup'», où elle contribue à remporter l'or par équipe, pour la Grande-Bretagne.
En septembre 2019, elle participe aux Women’s Artistic Adrian Stan British Teams Championships et termine à la seconde place du concours général, juste derrière sa sœur Jessica Gadirova.
En novembre 2019, elle participe à la '«Massilia Cup» en France, et remporte l'or au saut et l'argent au sol.

### Senior

#### 2020
En 2020, Jennifer Gadirova fait ses débuts senior, dans le cadre de l'American Cup, lors de laquelle elle remplace Amelie Morgan, qui est blessée. Elle se classe quatrième après avoir chuté, derrière les américaines Morgan Hurd et Kayla DiCello, ainsi que la japonaise Hitomi Hatakeda (en). Lors de cette compétition, elle obtient la meilleure note à l'exercice au sol (13,700) et au saut (14,566), la deuxième à la poutre (13,933) et la dixième aux barres asymétriques.

#### 2021
En avril 2021, Jennifer Gadirova représente la Grande-Bretagne aux Championnats d'Europe de gymnastique artistique, aux côtés de sa sœur Jessica Gadirova, d'Alice Kinsella et d'Amelie Morgan. Quelques jours plus tard, elle se retire par précaution, en raison d'une blessure mineure, et est remplacée par Phoebe Jakubczyk (en).
Le 7 juin 2021, Jennifer Gadirova est sélectionnée pour représenter la Grande-Bretagne aux Jeux olympiques d'été de 2020, aux côtés de sa sœur Jessica Gadirova, d'Alice Kinsella et d'Amelie Morgan. Elle se qualifie pour la finale du concours général et la Grande-Bretagne se qualifie pour la finale par équipe. Lors de la finale par équipe, Jennifer Gadirova concoure au saut, à la poutre et au sol. Elle réussit tous ses exercices et aide la Grande-Bretagne à remporter la médaille de bronze, première médaille olympique par équipe obtenue en 93 ans. Lors de la finale du concours général, elle a quelques problèmes mineurs aux barres asymétriques et termine à la treizième place. À l'origine, Jennifer Gadirova était remplaçante pour la finale des exercices au sol et n'a pu concourir qu'en raison du retrait de Simone Biles. Lors de la finale des exercices au sol, Jennifer Gadirova termine à la septième place.

## Palmarès

### Espoir

#### 2016 - Championnats d'Angleterre
| Épreuve/Année    | 2016 |
| ---------------- | ---- |
| Concours général | 4e   |
| Exercices au sol | 1er  |
| Poutre           | 4e   |

### Junior

#### Championnats d'Angleterre
| Année            | 2018 | 2019 |
| ---------------- | ---- | ---- |
| Concours général | 12e  | 3e   |

#### Championnats britanniques
| Année               | 2018 | 2019 |
| ------------------- | ---- | ---- |
| Concours général    | 19e  | 5e   |
| Exercices au sol    | 12e  | 1er  |
| Saut de cheval      | 6e   | 2e   |
| Barres asymétriques | -    | 3e   |

#### Championnats britanniques par équipes
| Année            | 2018 | 2019 |
| ---------------- | ---- | ---- |
| Équipe           | 3e   | 1er  |
| Concours général | 3e   | 2e   |

#### Championnats du monde junior
| Année            | 2019 |
| ---------------- | ---- |
| Équipe           | 6e   |
| Concours général | 7e   |
| Exercices au sol | 4e   |
| Poutre           | 6e   |
| 2e               | 1er  |

#### Fit Challenge
| Année            | 2019 |
| ---------------- | ---- |
| Équipe           | 4e   |
| Concours général | 11e  |

#### Sainté Gym Cup
| Année            | 2019 |
| ---------------- | ---- |
| Équipe           | 1er  |
| Concours général | 11e  |

#### Elite gym Massilia
| Année            | 2019 |
| ---------------- | ---- |
| Concours général | 9e   |
| Exercices au sol | 2e   |
| Saut de cheval   | 1er  |

### Senior

#### Jeux olympiques
| Année            | 2021 |
| ---------------- | ---- |
| Équipe           | 3e   |
| Concours général | 13e  |
| Exercices au sol | 7e   |

#### Championnats d'Europe
| Année  | 2022 |
| ------ | ---- |
| Équipe | 2e   |

#### American Cup
| Année            | 2020 |
| ---------------- | ---- |
| Concours général | 4e   |